# Fissidens spurio-limbatus
Fissidens spurio-limbatus är en bladmossart som beskrevs av Brotherus 1895. Fissidens spurio-limbatus ingår i släktet fickmossor, och familjen Fissidentaceae. Inga underarter finns listade i Catalogue of Life.